# Бају Каунтри Клаб (Луизијана)
Бају Каунтри Клаб (енгл. Bayou Country Club) насељено је место без административног статуса у америчкој савезној држави Луизијана.

## Демографија
По попису из 2010. године број становника је 1.396.
| Група             | 2000.    | 2010.         |
| Белци             | 0 (0,0%) | 1.327 (95,1%) |
| Афроамериканци    | 0 (0,0%) | 41 (2,9%)     |
| Азијати           | 0 (0,0%) | 5 (0,4%)      |
| Хиспаноамериканци | 0 (0,0%) | 14 (1,0%)     |
| Укупно            | 0        | 1.396         |